# Johan Hellsten
Johan Hellsten est un joueur d'échecs suédois né le 25 décembre 1975 à Malmö.

## Biographie et carrière
Originaire de Malmö, Hellsten a déménagé en 2003 à Arica au nord du Chili où il a pendant plusieurs années enseigné les échecs et remporté plusieurs tournois en Amérique du Sud. Il s'est installé plus tard en Équateur.
Champion de Suède junior (à moins de 16 ans) en 1991, Hellsten a remporté le Championnat de Suède d'échecs en 2006 à Göteborg.
Grand maître international en 2004, Hellsten atteignit son meilleur classement Elo de 2 592 en octobre 2006 à la suite de sa victoire au championnat de Suède. Il est inactif dans les compétitions depuis 2010.

## Compétitions par équipe
Hellsten a représenté la Suède lors des olympiades de 1996 à Erevan (au 4e échiquier), de 2004 à Calvià (au 4e échiquier) et de 2006 à Turin (au 2e échiquier), des championnats d'Europe par équipe de 1997, 2003 et 2005. Lors de ces compétitions, Hellsten marqua à chaque fois plus de la moitié des points et remporta la médaille d'or individuelle au 4e échiquier au championnat d'Europe 1997 et la médaille de bronze individuelle au 2e échiquier en 2005.

## Publications
Hellsten a écrit plusieurs livres sur les échecs traduits en anglais : 
- Play the Sicilian Kan: A Dynamic and Flexible Repertoire for Black, Everyman Chess, Londres 2008  (ISBN 978-1-85744-581-7).
- Mastering Chess Strategy, Everyman Chess, Londres 2010  (ISBN 978-1-85744-648-7).
- Mastering Opening Strategy, Everyman Chess, Londres 2012  (ISBN 978-1-85744-692-0).
- Mastering Endgame Strategy, Everyman Chess, Londres 2013  (ISBN 978-1-71894-018-5).